# Eucalyptus acroleuca
Eucalyptus acroleuca (лат.) — дерево, вид рода Эвкалипт (Eucalyptus) семейства Миртовые (Myrtaceae), произрастающее на полуострове Кейп-Йорк на севере штата Квинсленд в Австралии. У растения грубая мозаичная кора у основания и гладкая белая кора выше по стволу, листья ланцетовидной формы, цветочные почки от овальных до булавовидных и чашевидные плоды.

## Ботаническое описание
Eucalyptus acroleuca — дерево до 25 м в высоту с твёрдой чёрной или тёмно-серой мозаичной корой у основания ствола. Верхняя кора гладкая, белая, ежегодно осыпается. Зрелые листья имеют ланцетную форму, 70-170 мм в длину и 6-20 мм в ширину с черешком 4-15 мм в длину. Цветки расположены группами до семи на тонком цилиндрическом цветоносе длиной до 8 мм, отдельные цветки на цилиндрической цветоножке длиной 1-3 мм. Почки имеют форму от овальной до булавовидной, 2,5-3,5 мм в длину и 1,5-2,5 мм в ширину в зрелом возрасте. Калиптра полушаровидная, примерно вдвое короче чашечки цветка. Плод — чашевидная коробочка длиной 2-3 мм и шириной 1,5-2,5 мм.

## Таксономия
Вид Eucalyptus acroleuca был впервые официально описан в 1994 году Лоренсом Джонсоном и Кеном Хиллом из экземпляра, собранного недалеко от усадьбы Нью-Лаура. Видовой эпитет — от древнегреческих слов acros, означающих «высший», и leucos, означающих «белый», относящихся к белой коре на высших ветвях этого вида.

## Распространение и местообитание
Эндемик Австралии, часто растёт чистыми насаждениями в лесах на тяжёлых почвах, которые затопляются в сезон дождей, и часто растёт возле постоянных лагун. Встречается в национальном парке Лейкфилд в Квинсленде.

## Охранный статус
E. acroleuca классифицируется как «вызывающий наименьшее беспокойство» в соответствии с Законом правительства Квинсленда об охране природы 1992 года. Международный союз охраны природы классифицирует природоохранный статус вида как «вызывающий наименьшие опасения».